# Adevinta
Adevinta ist ein börsennotierter norwegischer Konzern und der größte Betreiber von Online-Kleinanzeigenportalen weltweit. Bis April 2019 war er Teil der Verlagsgruppe Schibsted.

## Geschichte
Mitte bis Ende der 1990er-Jahre übernahmen Websites wie StepStone und Eiendomsnett einen Großteil des norwegischen Kleinanzeigenmarktes, was die Einnahmen der Regionalzeitungen einbrechen ließ. Diese schlossen sich infolgedessen zusammen und richteten die Website „vis@visen“ für Kleinanzeigen ein. Dabei handelte es sich in erster Linie um eine technische Zusammenarbeit, um den bestehenden Kunden eine Internetlösung anzubieten.
Mit dem Fokus auf die Papierausgabe war „vis@visen“ nicht erfolgreich, daher wurde 1996 ein eigenes Unternehmen für Kleinanzeigen gegründet – FINN.no, welches 1999 als Aktiengesellschaft (AS) an die Börse ging. Das Unternehmen verzeichnete bald ein enormes Wachstum, da es nur wenige vergleichbare Anbieter auf dem Markt gab. Geschäftsmodell und -plan wurden am 20. März 2000 eingeführt.

### Adevinta wird aus Schibsted herausgelöst
Die umfangreichen internationalen Aktivitäten der Schibsted-Verlagsgruppe im Online-Bereich – Kleinanzeigen und virtuelle Marktplätze außerhalb Skandinaviens – wurden 2018 im Rahmen eines Spin-offs herausgelöst und werden seit 2019 unter dem Namen Adevinta als börsennotierte Tochtergesellschaft geführt.

### eBay-Kleinanzeigen
Im Juni 2020 bekam Adevinta beim Kauf der eBay Classifieds Group – unter anderem mit den deutschen Plattformen mobile.de GmbH und eBay Kleinanzeigen – für 9,2 Milliarden US-Dollar den Zuschlag. Im Gegenzug bekam eBay 44 % der Aktien von Adevinta und wurde damit zum größten Anteilseigner mit 33,3 % der Stimmrechte. Der Verkauf wurde zum 26. Juni 2021 abgeschlossen.
Im Juni 2021 wurde Shpock – das hauptsächlich im Vereinigten Königreich, Österreich und Deutschland tätig ist – von Adevinta für eine unveröffentlichte Summe an die österreichische Russmedia Equity Partners verkauft, die damit ihr Portfolio neben Bergfex.at, Erento und Alpinresorts stärkten.
Ende 2021 verkaufte eBay 10,2 % seiner Adevinta-Anteile für 2,5 Mrd. US-Dollar an die britische Beteiligungsgesellschaft Permira.

## Marken und Plattformen
Die wichtigsten Marken von Adevinta sind mobile.de und Kleinanzeigen in Deutschland, LeBonCoin in Frankreich, InfoJobs in Spanien, Brasilien und Italien, OLX in Brasilien (50 %), Subito in Italien, Jofogás in Ungarn sowie Segundamano in Spanien und Lateinamerika.

### Europa
In Deutschland besitzt Adevinta die Firmen mobile.de und Kleinanzeigen.
Am österreichischen willhaben hält es einen Anteil von 50 %.
In Frankreich besitzt es die Marken LeBonCoin, A Vendre à Louer (Immobilien), Vide Dressing (Second-Hand-Bekleidung), Agriaffaires (Verkauf von Agrarmaschinen), LocaSun (Ferienwohnungen und Hotels), PayCar, MachineryZone und l’Argus Group.
In Spanien Fotocasa, coches.net, habitaclia.com, motos.net, segundamano.es (seit 2006, 30 % Marktanteil), milanuncios (seit 2014, 50 % Marktanteil) und InfoJobs (Marktführer Stellenanzeigen).
In Italien Subito, Automobile.it, InfoJobs.
In Ungarn bietet Jófogás Kleinanzeigen und Autos, sowie Auslieferungen und Paketstationen an, Autónavigátor private Gebrauchtwagenverkäufe, Használtautó gebrauchte Maschinen, Motorräder, Autobusse, Schiffe.
In Irland Daft.ie, DoneDeal, Adverts.ie und Distilled.
In den Niederlanden ist mit Marktplaats die Mutterfirma von kijiji beheimatet.
In Belarus ist Kufar die bekannteste Kleinanzeigen-Website.
In Finnland kaufte Schibsted für 185 Millionen Euro zum 16. Juli 2020 OIKOTIE von der Sanoma Media Finland, mit den dazugehörigen Seiten Oikotie Apartments und Oikotie Jobs.
In Norwegen gehört mit FINN.no die reichweitenstärkste Website zu Adevinta.

### Lateinamerika
In Lateinamerika sind es InfoJobs, Storia, Yapo in Chile.
In Mexiko sind es Segundamano für Kleinanzeigen und Vivanuncios für Immobilien.
In Brasilien OLX und Grupo ZAP.

### Rest der Welt
Gumtree ist die größte Kleinanzeigen-Website in Australien, Singapur, Südafrika und auch in Irland und Polen tätig.
In Australien die Gebrauchtwagenwebseiten Autotrader und carsguide.

## Konkurrenten
Größter Konkurrent in Europa ist Ringier-Axel-Springer mit immowelt, immonet.de, in Deutschland, LogicImmo, SeLoger und BellesDemeures in Frankreich, immowelt in der Schweiz und Österreich, ImmoWeb und LogicImmo in Belgien, United Classifieds in der Slowakei, morion.pl in Polen.
Russmedia betreibt europaweit acht Tageszeitungen, 80 Wochenzeitungen und über 100 Online-Portale, in Deutschland u. a. mit den Marken Quoka, Shpock, erento und mascus.
Daneben gibt es die Marken der ehemaligen Scout24-Gruppe mit beispielsweise ImmoScout24 und AutoScout24.
Nur in den Vereinigten Staaten sind Craigslist, Cox Automotive und Realtor.com aktiv.